# Усатовская культура
Усатовская культура (от украинского села Усатово) — археологическая культура начала бронзового века на территории побережья Чёрного моря между устьями Буга и Дуная в период 3700—2800 годов до н. э. В прошлом была также известна под названиями Коцофени (Coțofeni), и Фолтешти (Foltești) в румынской и молдавской литературе. Радиоуглеродные даты по человеческим останкам, полученные по усатовской культуре, относятся к V тыс. до н. э. После корректировки с учетом резервуарного эффекта получены даты примерно 3700-2800 г. до н. э, соответствующие этапу CII трипольской культуры.
Ранее усатовская культура, как и культуры суворово и чернаводэ, рассматривалась как результат миграции скотоводов среднестоговской культуры на территорию европейских земледельцев .  Новые исследования показывают, что население усатовской культуры не связано напрямую со среднестоговским, а представляет собой, как и среднестоговская культура, результат миграции с территории кавказско-нижневолжского генетического градиента.  Индивиды усатовской культуры из могильника Маяки моделируются как получившие 45-48% генетического вклада кавказско-нижневолжского населения группы Прогресс-Вонючка (Ставропольский край) и 55-52% европейских неолитических земледельцев трипольской культуры. Таким образом, усатовская культура стала результатом миграции населения, имевшего тесные генетические контакты с кавказскими земледельцами. Мобильные скотоводы из Предкавказья, предположительно, говорившие на ранних индоевропейских языках, прошли через территорию Причерноморья, в отличие от племен среднестоговской культуры, не получив генетической примеси причерноморских неолитических охотников-собирателей (днепро-донецкой и других культур), и уже в низовьях Буга и Днестра смешались с населением трипольской культуры.
Металлические артефакты говорят о контактах с Кавказом. Испытала также сильное влияние соседней баденской культуры (комплекс Костолац).

## История выделения
Выделена впервые в 1920-е годы М. Ф. Болтенко, который отстаивал мысль о том, что усатовская культура — особая скотоводческая культура, тесно связанная с малоазиатскими и средиземноморскими культурами эпохи ранней бронзы. Многолетние исследования памятников усатовского типа значительно расширили источниковедческую базу и подтвердили, по мнению В. Г. Петренко (с 1984), правомерность выделения особой усатовской культуры.

## Находки
Достопримечательности Усатовской культуры сосредоточены на северо-западном побережье Чёрного моря, преимущественно в Южной Украине и Молдавии, а также на нижнем Поднестровье и Днестрово — Дунайском междуречье, самые восточные обнаружены на Южном буге в районе Гарда. Культура представлена преимущественно захоронениями, как под курганами, так и в грунтовых некрополях.
Древнее поселение Усатовской культуры расположено на плато над Хаджибейским лиманом возле Одессы (Шкодовая гора). В комплекс входят городище и могильники в Одессе вблизи бывших сел Усатово и Большой Куяльник, которые находятся в черте города.
Известно около 100 экземпляров усатовской антропоморфной пластики. Все фигурки схематичны, кроме одной реалистической статуэтки из Маяка.

## Хозяйство
Основной хозяйственной деятельностью в Усатовской культуре было кочевое скотоводство (преимущественно овцы (свыше 63 % стада) и крупный рогатый скот и лошади). Хлеборобство не играло значимой роли в хозяйстве Усатовской культуры. Расположение поселений Усатовской культуры на побережье Чёрного моря способствовало рыболовству. Найдено много костей сома и осетра, каменные грузила для сеток и костяные рыболовные крючки. Вырабатывались орудия труда, оружие и украшения из меди. В погребениях найдены украшения, изготовленные из серебра. Рисованная посуда завезена из поселений трипольской культуры.
Рассматривается в рамках балкано-дунайского комплекса культур, простиравшегося от Трои и долины Дуная до Эльбы. В рамках курганной гипотезы М. Гимбутас рассматривается как предковая для греков и фригийцев. В то же время, в концепции Л. С. Клейна рассматривается как связанная с носителями анатолийских языков.

## Истоки и датирование
В последние десятилетия наблюдается тенденция датировать эту археологическую культуру значительно раньше, на несколько столетий. Тогда как раньше даты давались как приблизительно 3100-2500 г. до н. э., теперь появилась тенденция датировать её даже как с 3900 г. до н. э.. По мнению Никитина и Ивановой (2022),
«… предполагается, что усатовская культура образована Суворово-Новоданиловской (СН) группой культуры Средний Стог, которая взаимодействовала с мигрантами культуры Варна-Караново VI-Гумельница (ВКГ), спасавшимися от наводнения западнопонтийского побережья, а также с носителями культуры Триполье ВI-II, распространившимися в степную зону. Миграция Варна-Караново-Гумельницы и расширение Триполья произошли ок. 4200-3900 гг. до н. э. Кроме того, 3900 г. до н. э. — это дата окончания Суворово-Новоданиловской и начало постстоговской/катаржинской фазы в степной зоне. Последние наследуют Суворово-Новоданиловскую и продолжают её традиции, в то время как смешение трех элементов (СН+ВКГ+Триполье) создает усатовскую культуру, которая распространилась вдоль соленых эстуариев Северо-Западного Причерноморья.»

## Палеогенетика
По аутосомным генам носители усатовской культуры на 40-43% происходят от нижневолжских скотоводов (группа Прогресс-Бережновка), на 5% от кавказских неолитических земледельцев, и на 52-55% от европейских земледельцев трипольской культуры. В отличие от носителей среднестоговской и ямной культур, у усатовского населения не было примеси причерноморских охотников-собирателей, полученной от днепро-донецкой культуры. У индивидов усатовской культуры в могильнике Маяки (Одесская область) обнаружены Y-хромосомные гаплогруппы E-M78 (E1b1b1a1), R1a, J-FT265222 (J1) и митохондриальные гаплогруппы T2h2, X2d, U5a1d1, W1, H+195, U4d3 (supplementary table).
У представителя усатовской культуры определили непереносимость лактозы.